# America's Most Musical Family
America's Most Musical Family est une émission de télévision américaine de télé-crochet musical en 13 émissions de 45 minutes, diffusée à partir du 1er novembre 2019 sur Nickelodeon.
En France, l'émission a été diffusée à partir du 19 juin 2021 sur Nickelodeon Teen et sur MTV.

## Synopsis
A la clé, un contrat avec la maison de disques Republic Records et 250 000 dollars !

## Production

### Développement
Le 14 février 2019, il a été annoncé que Nickelodeon développait une série télévisée de compétition de téléréalité sous le titre provisoire de America's Most Musical Family. Le 25 juillet 2019, Nick Lachey a été annoncé comme le présentateur de l'émission, tandis que Ciara, David Dobrik et Debbie Gibson ont été annoncés en tant que jury. La production du programme a commencé à Los Angeles en juillet 2019.

## Épisodes
1. Épisode 1 (Episode 1)
2. Épisode 2 (Episode 2)
3. Épisode 3 (Episode 3)
4. Épisode 4 (Episode 4)
5. Épisode 5 (Episode 5)
6. Épisode 6 (Episode 6)
7. Semifinals, Part 1
8. Semifinals, Part 2
9. Recap Special
10. Finals, Part 1
11. Finals, Part 2
12. Finals, Part 3
13. Finale